# Walther Hensel

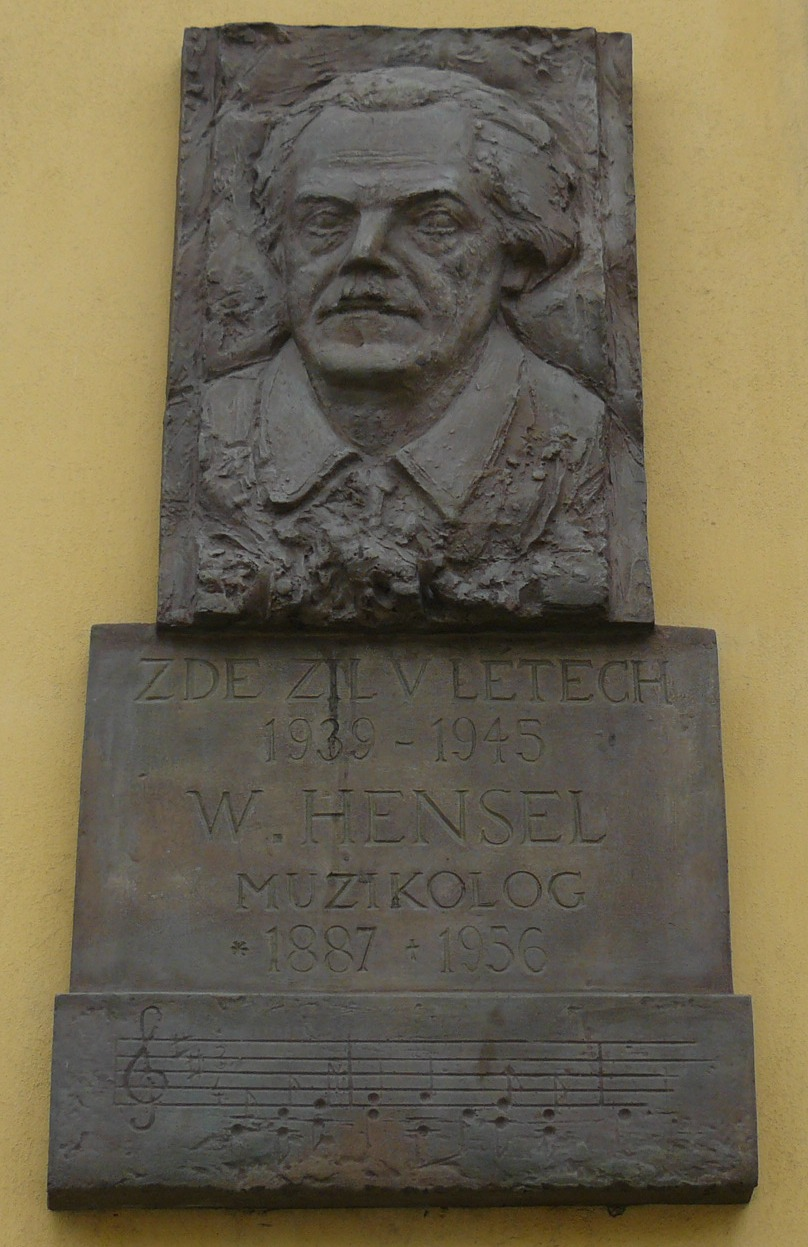
Gedenksteen Walther Hensel in Teplitz, Böhmen.

Walther Hensel (geboren Julius Janiczek) (Mährisch Trübau, 8 september 1887 – München, 5 september 1956) was een Duitse muziekwetenschapper en muziekleraar die zich voornamelijk toelegde op het onderzoek naar en het behoud van het volkslied.

## Leven en werk
Walther Hensel studeerde Duitse taal en letterkunde en musicologie in Wenen, Fribourg en Praag en werkte aanvankelijk als leraar aan de Handelsakademie in Praag. In 1924 richtte hij, vanuit de Duitse Jeugdmuziekbeweging, de Finkensteiner Bund op. Van 1925 tot 1927 leidde hij de muziekschool in Dortmund, vanaf 1930 gaf hij les aan de Volkshochschule in Stuttgart. Daarnaast dirigeerde hij verschillende koren.
Toen in 1938 Sudetenland door Duitsland werd bezet, zag hij dat als een kans om terug te keren naar zijn geboorteland. Hij vestigde zich met zijn tweede vrouw Paula in Teplice.
In 1941 kende de Faculteit Filosofie van de Duitse Universiteit van Praag hem de Eichendorff-prijs toe. Tegelijkertijd kreeg hij de opdracht van de overheid om Duitse en Slavische volksliederen te onderzoeken in de regio Bohemen en Moravie. Hensels werk werd echter zeer bemoeilijkt door de houding van het Nazi-regime. De vecht- en marsliederen van de 'knokploeg' de Sturmabteilung (SA) en de Hitlerjugend waren een gruwel voor hem. Hij streefde naar het tegenovergestelde: een innerlijke vernieuwing van het volk door het lied. Dat hij het Horst Wessellied (de officiële partijhymne van Hitlers NSDAP) muzikaal waardeloos durfde te noemen, getuigt van zijn moed.
Van 1946 tot 1950 was Hensel wetenschappelijk adviseur bij de gemeentebibliotheek in München. Kort voor zijn dood werd hij onderscheiden met de Sudetendeutschen Kulturpreis. Walther Hensel overleed in 1956, enkele dagen voor zijn 69e verjaardag.

## Jeugdmuziekbeweging
Samen met Fritz Jöde en Hans Breuer (de samensteller van het liedboek Der Zupfgeigenhansl) was Walther Hensel een van de spilfiguren van de Duitse Jeugdmuziekbeweging.
Daarnaast stelde hij veel melodieën van volksliedjes op papier en schreef hij er arrangementen voor. Hieronder ook de muziek voor het gedicht 'Geh aus, mein Herz, und suche Freud' van de Duitse predikant Paul Gerhardt, die veel gebruikt werd door koren. Hij was de eerste die publiceerde bij Bärenreiter, een uitgeverij voor klassieke muziek, opgericht in 1923.
In Göppingen zijn een lagere en middelbare school vernoemd naar Walther Hensel en in zijn geboorteplaats Mährisch Trübau draagt een Duits-Tsjechisch ontmoetingscentrum zijn naam.

## Uitgaven
- Lied und Volk. Eine Streitschrift wider das falsche deutsche Lied, 1921
- Im Zeichen des Volksliedes, 1922
- Wach auf. Festliche Weisen, 1924
- Lobsinget. Geistliche Lieder, 1926
- Finkensteiner Liederbuch, 1926
- Der singende Quell, Liederbuch, 1929
- Das aufrecht Fähnlein, Liederbuch, 1923
- Spinnerin Lobunddank, Märchenliederbuch, 1932
- Lönslieder, 1934
- Musikalische Grundlehre. Ein Wegweiser für Laien, 1936
- Auf den Spuren des Volksliedes, 1944